# Bernhard Lundin
Bernhard Wilhelm Teodor Lundin, född 29 april 1848 i Hovförsamlingen, Stockholm, död 7 februari 1908 i Solna församling, var en svensk militär (stallmästare), godsägare och disponent.

## Biografi
Bernhard Lundin föddes som son till kungliga taffeltäckaren Samuel Lundin och Brita Berglund. 
Han gjorde karriär inom armén, avlade stallmästarexamen 1873, blev underlöjtnant och regementsstallmästare 1875 och löjtnant i armén 1884. Han tjänstgjorde som ridlärare vid nya ridhuset 1872–1879 och vid Upsala Akademiska hösttermin 1878 samt 1879. Han tog avsked 1886 med ryttmästares titel. 
Lundin övertog Alstermo bruk 1893, omskapade det till bolag 1895, började tillverkning av konstläder med ny fabrikation, och hade eget patent på sätt att framställa konstgjort läder och erhöll priser i Amerika och Europa, stora guldmedaljen vid världsutställningen i Paris 1900. 1901 avgick Lundin som direktör för bruket. Han var verkställande direktör och disponent i Ljuså bruk. Vidare var han frimurare.